# Gentisinezuur
Gentisinezuur of 2,5-dihydroxybenzoëzuur (DHB), is een aromatisch carbonzuur dat wordt gebruikt als matrix in sommige massa-spectrometrische toepassingen: MALDI.
De stof is een hydrochinon, en wordt dus makkelijk geoxideerd. Om deze reden wordt het in sommige farmacologische formuleringen als anti-oxidant toegepast.
Een deel van de metabolische afbraak van aspirine eindigt bij deze verbinding, die vervolgens via de nieren wordt uitgescheiden.